# 田中雅子
田中 雅子（たなか まさこ、1968年）は、日本の実業家、経営コンサルタントである。“経営総合コンサルティングファーム” 田中総研代表。税理士資格も所持。血液型はB型。

## 来歴・人物
静岡県浜松市出身。15歳で単身上京し、慶應義塾女子高等学校を経て、慶應義塾大学法学部卒業。
イギリス留学を経て、慶應義塾大学大学院を修了、法学と会計学の学位を取得した。また、LL.M.（法学修士）と、MBA（経営学修士）を学位として取得している。
大学院在学中にバブル経済が崩壊し、経営危機に陥った家業を突然継ぐこととなった。田中は金を稼ぐために外資系企業に就職、1年で部長となった。2004年（平成16年）には、ファッションブランド 『ユニクロ』を展開するファーストリテイリングに経理部マネージャーに転進した。同社では経理部マネージャーを務めるとともに、2004年12月には「女性キャリア推進室」を創設しマネージャーを兼任した。当時、同社の柳井正会長兼社長はじめ経営陣は完全実力主義のため、女性社員向けの支援策などは必要ないという姿勢だった。しかし、田中は経営戦略上の必要性と現場の課題解決を訴え続けた。田中の熱意と説得で柳井正社長を動かし、女性キャリア推進室の発足にこぎ着けた。柳井正社長は取材時に田中を指して「こういう優秀な人たちがいるのを見ると、女性はもっと活躍の余地があると思う」「経営環境が変わった、女性を生かせない経営者はダメ」と述べている。2019年ユニクロ日本事業CEOに初の女性がトップに就き、女性活躍推進室は社長直轄となった。2005年11月、ファーストリテイリングの持株会社化に伴い、グループ監査部を立ち上げ、マネージャーも務めた。2006年、J-SOX法、会社法の内部統制に関して、同社グループのプロジェクトリーダーも務め、プロジェクトの立ち上げ、構築、推進をした。2005年、ファーストリテイリング柳井正会長兼CEOの講演会を企画し、司会も務めている。2006年からは日経ビジネスオンラインで『職場の悩みにWEBメンターが回答』でウェブメンターを務めた。2005年「企業対抗全国レディースゴルフ大会」（日本経済新聞社、テレビ大阪主催）で優勝している。ゴルフメーカー等強豪揃いの大会のため、大会前は、ノー残業デーに猛練習をした。大会ではマスコミの取材も入ると聞き、会社の宣伝効果を考え、ユニクロのポロシャツを自ら大量購入し企業ロゴを大きく着け出場した。仕事とゴルフでダブル貢献することが「会社ゴルファーの新しい姿」といわれた。大会前日の練習ラウンドでホールインワンを出している。優勝後、ゴルフ雑誌の取材・特集記事が多数掲載されている。ゴルフの先生は、横島由一プロ。日本ゴルフ協会（JGA）の公式ハンディキャップは1.3。
その後、一部上場企業の執行役員、同・子会社の社長を歴任した。2009年（平成21年）親の介護のために独立し、『田中総研』を設立して代表に就任、経営コンサルティングや企業研修、講演、執筆,コメンテーターなどを行っている。
手掛けたプロジェクトは、テレビ、新聞、マスコミに数多く取り上げられている。
また、地方、若手等の経営者勉強会を全国で積極的に行っている。未来を担う高校生を支援する社会貢献プロジェクトを積極的に行っている
現在は、遠距離介護と仕事の両立中。
2011年10月4日からはテレビの情報番組 『情報プレゼンター とくダネ! 』（フジテレビ）にコメンテーター（木曜日）として出演している。
2020年8月2日 NHK BS1スペシャル「シリーズコロナ危機　"インバウンド依存"から抜け出せるか」出演。
2020年12月19日 NHK BS1スペシャル「シリーズコロナ危機　テレワークが変える″新しい経済″」出演。

## 著書・連載
2011年（平成23年）5月には著書、『日本一の「実行力」部隊　ユニクロで学んだ「巻き込み」仕事術』（ダイヤモンド社）を出版し、中国と台湾でも翻訳本が出版された。
2012年（平成24年）5月には、『20代で知っておきたい「仕事の基本」: グローバル社会を生き抜くための33の「成長」法則』（学研パブリッシング）を出版した。
2012年から日経BIZアカデミー『田中雅子の「結果が出る逆転発想術」』、ビジネスジャーナル『田中雅子「ゼロからのリーダー学」』の連載をもつ。

## エピソード

### 批判を受けた発言
『とくダネ! 』2012年9月の放送で、厚生労働省指定の難病である潰瘍性大腸炎により2007年、所信表明演説2日後に突然辞任した安倍元首相の自民党総裁選再出馬に関して、田中が「日本のトップリーダーが1年で、お腹痛くなって辞めたと」と話し、司会の小倉は「ちょっと子供みたいだった」と発言し、田中は「リーダーは、実行にもっと移して貰いたい」、「（素人なのでよくわからないが）病気で辞めるなんて本当にもう2度と言ってほしくない」と真意をコメントしたが、患者に対する誤解を生む発言をしたとして、批判や疑問が相次いだので、後日放送で小倉が謝罪。田中も、ブログや公式サイトのトップページで不快な発言への陳謝を行ったものの、安倍本人に対する謝罪などは行っていない。なお、同時期にはNHK記者出身の徳島県議がツイッターでした「何時投げ出すんですか!?今度の理由は下痢から便秘ですか？」とツイートして物議をかもし、謝罪ののちツイッターのアカウントを翌日に閉鎖する事態になった。